# 阿爾瑪桑

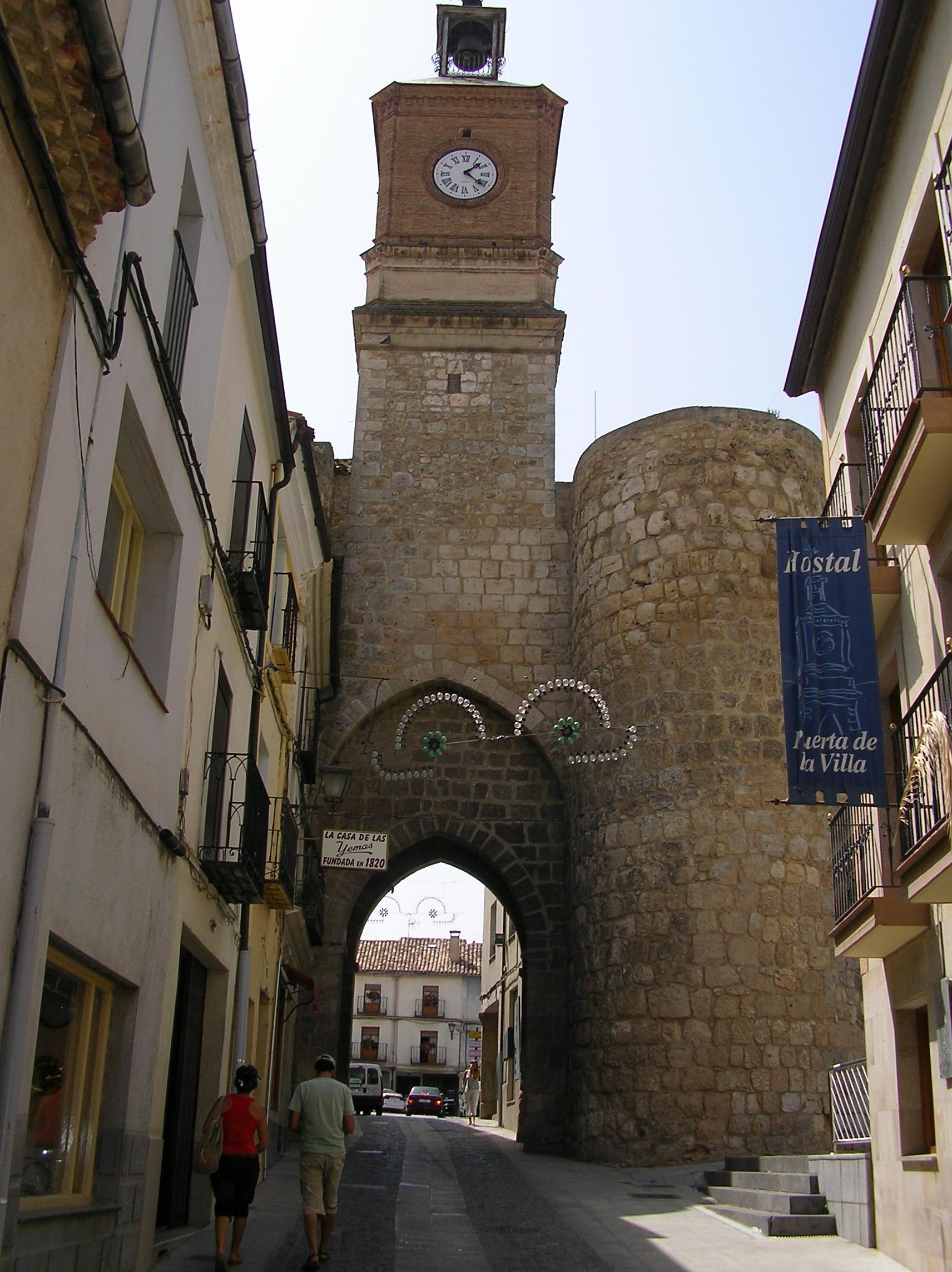
街頭一角

阿爾瑪桑（Almazán）是西班牙中部的一個市鎮，位於索里亞省，此地在馬德里以南大約192公里處，鎮里的人口算不上稠密，不過有一大特色就是巴洛克古風式建築蠻多，小鎮上的食品也遠近馳名。全鎮總面積為165平方公里，在2000年時人口為5755。